# Hypnobartlettia fontana
Hypnobartlettia es un género monotípico de musgos hepáticas perteneciente a la familia Amblystegiaceae. Su única especie: Hypnobartlettia fontana, es originaria de Nueva Zelanda.

## Taxonomía
Hypnobartlettia fontana fue descrita por Ochyra y publicado en Lindbergia 11: 3. f. 1–2. 1985.